# Barahna yeppoon
Barahna yeppoon là một loài nhện trong họ Stiphidiidae.
Loài này thuộc chi Barahna. Barahna yeppoon được V. T. Davies miêu tả năm 2003.